# Neobards Entertainment
NeoBards Entertainment Co., Ltd. — студия разработки компьютерных игр, была основана в 2017 г. Студия имеет штаб-квартиры в Гонконге и студиями в Тайбэе и Сучжоу. Разрабатывают игры на ПК, консоли и мобильные телефоны.

## История
Neobards Entertainment была основана в феврале 2017 года. Основатель и руководящая команда имеет более чем 20-летний опыт работы в игровой индустрии, участвовали в создании нескольких ААА проектов известных компаний, таких как, Activision, Sony, Square Enix и Capcom, а так-же Nexon и Konami. С момента своего открытия в 2017 году NeoBards тесно сотрудничает с Capcom в качестве постоянного партнера по аутсорсингу. Их первыми проектами с ними были порты ремастеров игр Capcom Devil May Cry HD Collection и Onimusha: Warlords и перенос Resident Evil Origins Collection на Nintendo Switch. Позже они также получают контракт на разработку улучшенных портов Resident Evil 2, Resident Evil 3 и Resident Evil 7: Biohazard 2022 года, которые включали трассировку лучей. Также большое внимание разработчики уделяли созданию Resident Evil: Resistance и Resident Evil Re:Verse.

## Игры
| Год  | Название                                                     | Платформы                                                                  | Издатель           |
| ---- | ------------------------------------------------------------ | -------------------------------------------------------------------------- | ------------------ |
| 2018 | Devil May Cry HD Collection                                  | PlayStation 4, Xbox One, Microsoft Windows                                 | Capcom             |
| 2019 | Onimusha:Warlords                                            | PlayStation 4, Xbox One, Nintendo Switch, Microsoft Windows                | Capcom             |
| 2019 | Resident Evil Origins Collection                             | Nintendo Switch                                                            | Capcom             |
| 2020 | Resident Evil:Resistance                                     | PlayStation 4, Xbox One, Microsoft Windows                                 | Capcom             |
| 2020 | Marvel’s Avengers                                            | PlayStation 5, PlayStation 4, Xbox Series X/S, Xbox One, Microsoft Windows | Square Enix        |
| 2020 | No Straight Roads                                            | Nintendo Switch                                                            | Mastertronic Group |
| 2022 | Resident Evil 2, Resident Evil 3, Resident Evil 7: Biohazard | PlayStation 5, Xbox Series X/S, Microsoft Windows                          | Capcom             |
| 2022 | Resident Evil Re:Verse                                       | PlayStation 4, Xbox One, Microsoft Windows                                 | Capcom             |
| TBA  | Silent Hill f                                                | TBA                                                                        | Konami             |